# Teleki (plaats)
Teleki is een plaats (község) en gemeente in het Hongaarse comitaat Somogy. Teleki telt 212 inwoners (2001).